# Margareta Treutiger
Ebba Margareta Treutiger, född Åberg den 3 juli 1930 i Göteborg, död den 13 juli 2021 i Täby, var en svensk textilkonstnär, målare och teckningslärare.
Hon var dotter till professor Paul Åberg och Margot Östling samt från 1956 gift med Torsten Treutiger. 
Efter studentexamen studerade Treutiger vid Konstfackskolan i Stockholm 1950–1954 samt 1955–1958; hon avlade teckningslärarexamen 1957. Tillsammans med sin man ställde hon ut på Galleri Brinken i Stockholm 1961  och tillsammans med Nils-Göran Bennich-Björkman ställde hon 1962 ut på Galerie Catharina i Stockholm. Hon medverkade i utställningen Form i centrum på Lunds konsthall, utställningen aspect 61 på Liljevalchs konsthall samt i en rad konsthantverksutställningar. Hon har utfört bildvävnader för bland annat Stadshotellet i Varberg, Hotel Continental i Stockholm, Lunds kommun och ett antependium för Bosebo kyrka. 
Treutiger var huvudsakligen verksam som textilkonstnär och utförde bildvävnader, men hon arbetade även med måleri i olja eller gouache. Makarna Treutiger är begravda på Täby södra begravningsplats.